# HMS Bootle (J143)
Pour les autres navires du même nom, voir HMS Bootle.
Pour les articles homonymes, voir Bootle (homonymie).
Le HMS Bootle (pennant number J143)  est un dragueur de mines de la classe Bangor lancé pour la Royal Navy (RN) et qui a servi pendant la Seconde Guerre mondiale.

## Conception
Le Bootle est commandé dans le cadre du programme de la classe Bangor de 1939-40 le 20 décembre 1939 pour le chantier naval de Ailsa Shipbuilding Company à Troon en Écosse. La pose de la quille est effectuée le 31 août 1940, le Bootle est lancé le 23 octobre 1941 et mis en service le 23 avril 1942.
La classe Bangor doit initialement être un modèle réduit de dragueur de mines de la classe Halcyon au service de la Royal Navy,. La propulsion de ces navires est assurée par 3 types de motorisation: moteur diesel, moteur à vapeur à pistons double ou triple expansions et turbine à vapeur. Cependant, en raison de la difficulté à se procurer des moteurs diesel, la version diesel a été réalisée en petit nombre.
Les dragueurs de mines de classe Bangor version Royal Navy à turbines déplacent 667 tonnes en charge normale. Afin de pouvoir loger les chaufferies, ce navire possède des dimensions plus grandes que les premières versions à moteur diesel avec une longueur totale de 53 mètres LHT, une largeur de 8,69 mètres et un tirant d'eau de 3,12 mètres. Ce navire est propulsé par 2 turbines à vapeur alimentées par 2 chaudières à tubes d'eau à 3 tambours Admiralty et entraînant deux arbres d'hélices. Les moteurs développent une puissance de 2 000 chevaux-vapeur (1 500 kW) et atteignent une vitesse maximale de 16 nœuds (30 km/h). Le dragueur de mines peut transporter un maximum de 163 tonnes de fioul qui lui donne un rayon d'action de 2 800 milles nautiques (5 200 kilomètres) à 10 nœuds (19 km/h).
Leur manque de taille donne aux navires de cette classe de faibles capacités de manœuvre en mer, qui seraient même pires que celles des corvettes de la classe Flower. Les versions à moteur diesel sont considérées comme ayant de moins bonnes caractéristiques de maniabilité que les variantes à moteur alternatif à faible vitesse. Leur faible tirant d'eau les rend instables et leurs coques courtes ont tendance à enfourner la proue lorsqu'ils sont utilisés en mer de face.
Les navires de la classe Bangor sont également considérés comme exigus pour les membres d'équipage, entassant plus de 60 officiers et matelots dans un navire initialement prévu pour un total de 40 hommes.
Les Bangors équipés de turbine à vapeur sont armés d'un canon anti-aérien de 12 livres 3-inch QF (76,2 mm) et d'un canon AA QF de 2 livres (40 mm). Sur certains navires, le canon de 2 livres est remplacé par un canon AA Oerlikon de 20 mm simple ou double, tandis que la plupart des navires sont équipés de quatre affûts Oerlikon simples supplémentaires au cours de la guerre. Pour les missions d'escortes, leur équipement de dragage de mines peuvent être échangé contre une quarantaine de grenades sous-marines.

## Histoire

### Seconde Guerre mondiale
Le 16 juin 1943, le Bootle participe à des exercices de lutte anti-sous-marine au large de Scapa Flow, conduit par le sous-marin de [classe U HMS Upstart (P65) avec les destroyers HMS Arrow (H42) et HMS Obedient (G48) et le chalutier armé HMS Skye (T163), puis le 18 juin, toujours sous la conduite du Upstart et avec les destroyers HMS Grenville (R97) et HMS Savage (G20) et le chalutier armé HMS Hayling (T271) .
Le 27 septembre 1943, le Bootle participe de nouveau à des exercices de lutte anti-sous-marine au large de Scapa Flow, conduit par le sous-marin de classe V HMS Viking, avec le destroyer HMS Vigilant (R93), le destroyer canadien NCSM Haida (G63) et le dragueur de mine HMS Fraserburgh (J124).
Le Bootle est vendu le 1er janvier 1948 et mis au rebut à Charlestown dans le Fife en Écosse en juin 1949.

### Commandement
- T/Lieutenant (T/Lt.) Sydney Frederick Harmer-Elliot (RNVR) du 17 mars 1942 au 10 octobre 1942
- Lieutenant (Lt.) Alec Ecclestone (RN) du 10 octobre 1942 au 20 janvier 1944
- T/A/Lieutenant Commander (T/A/Lt.Cdr.) James Gibbons (RNR) du 20 janvier 1944 à fin 1945

Notes:
RN: Royal Navy 
RNR: Royal Naval Reserve 
RNVR: Royal Naval Volunteer Reserve